# Transport for London
Správním orgánem zodpovědným za dopravu ve Velkém Londýně je Transport for London (TfL). Jeho úkolem je uskutečňovat dopravní strategii a řídit dopravní služby v Londýně. TfL nahradil London Transport, po kterém převzal v roce 2000 většinu funkcí. Londýnské metro bylo převedeno pod jeho pravomoci v roce 2003.

## Organizace

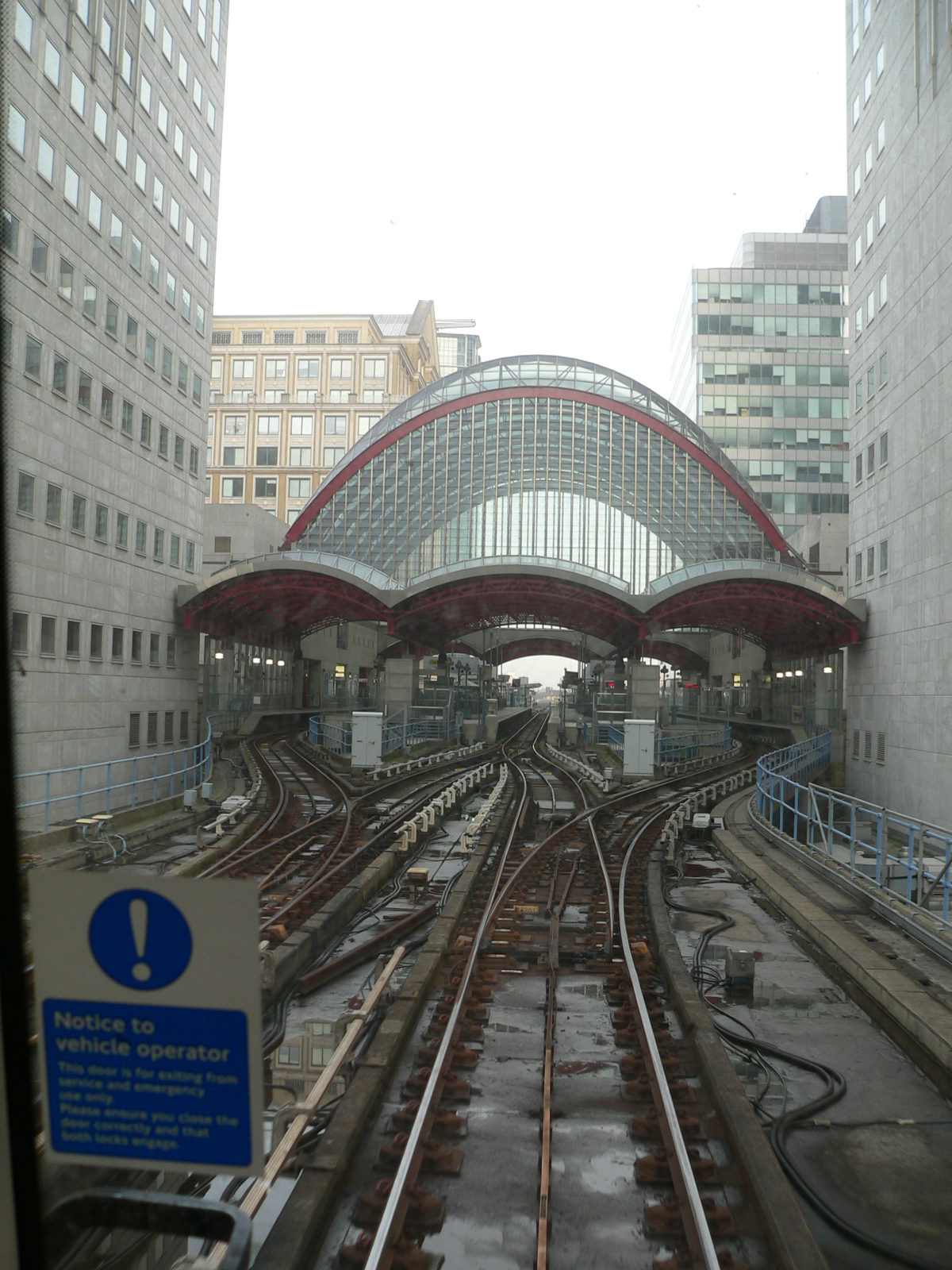
Stanice DLR Canary Wharf

TfL je kontrolován správní radou, jejíž členové jsou jmenováni starostou Londýna, který je jejím předsedou. TfL je rozdělen na několik funkčních jednotek se zodpovědností za určitou část dopravy.
- Docklands Light Railway (DLR) – zodpovědná za bezobslužnou lehkou železnici ve východním Londýně, i když v současnosti je DLR provozována soukromou společností.
- London Buses – zodpovědná za řízení dopravy červenými linkovými autobusy v oblasti Velkého Londýna. Většinou sjednává kontrakty na provozování linek soukromými společnostmi.

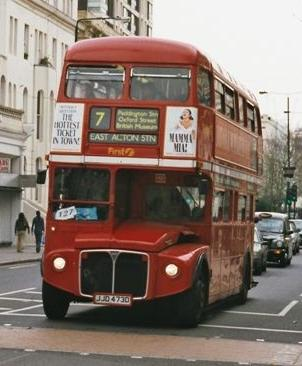
Doubledecker

- London Dial-a-Ride – poskytování dopravy pro paraplegiky.
- London Rail – zodpovědnost za koordinaci s dopravci provozujícími železniční dopravu - National Rail (označení pro systém služeb poskytovaných sdružením soukromých firem, které provozují železniční dopravu v rozsahu původní British Rail) v oblasti Velkého Londýna.
- London River Services – zodpovědná za vydávání licencí a koordinaci dopravy po řece Temži v Londýně.
- London Street Management – zodpovídá za správu strategické sítě vozovek a za London Congestion Charge (Poplatek za vjezd do vymezeného obvodu centra Londýna, který má vést ke snížení dopravy v centru. Výnosy poplatku jsou věnovány na rozvoj městské hromadné dopravy).
- London Trams – zodpovědná za řízení londýnské sítě tramvajové dopravy. V současnosti existuje pouze systém Tramlink

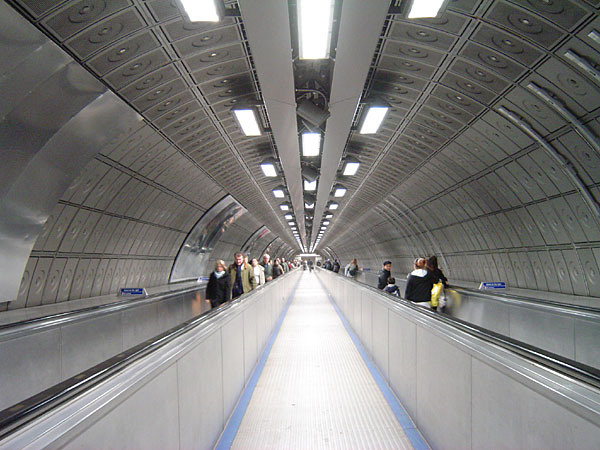
Pohyblivé schodiště ve stanici metra Waterloo station

- London Underground – zodpovědná za podzemní kolejovou dráhu, běžně označovanou Tube, a řízení údržby prováděné soukromými firmami. Metro je rozděleno do 11 linek a každá má svůj název a identifikační barvu.
  -  Bakerloo – hnědá
  -  Central – červená
  -  Circle – žlutá
  -  District – zelená
  -  Hammersmith & City – růžová
  -  Jubilee – šedá
  -  Metropolitan – purpurová
  -  Northern – černá
  -  Piccadilly – tmavě modrá
  -  Victoria – světle modrá
  -  Waterloo & City – tyrkysová
- Public Carriage Office – zodpovědná za vydávání licencí pro provozování pověstných černých taxi a půjčování jiných soukromých vozidel.
- Victoria Coach Station – vlastní a provozuje hlavní londýnské stanoviště dálkových autobusů a autokarů.

Každá výše zmiňovaná jednotka má svou vlastní firemní značku, tvořenou specificky barevnou verzí standardního kruhu doplněnou o příslušný nápis v příčném pruhu. Kruh modré barvy bez nápisu je symbolem TfL jako celku.

## Jízdné
Hlavní články o systému jízdenek v londýnské městské dopravě – Travelcard a Oyster card
Většina typů dopravy, které kontroluje TfL, má svůj sazebník jízdného a své vlastní jízdenky. Výjimkou jsou dvojice autobusy a tramvaje spolu s metrem a DLR, které mají sloučené jízdné a společné jízdní doklady.
Nadstavbou tohoto odvětvového způsobu účtování jízdného je Travelcard – systém, který nabízí zónové jízdenky s platností od jednoho dne do jednoho roku a variantu jízdenky platné mimo dopravní špičku (off-peak). Tyto jízdenky jsou platné v DLR, autobusech, vlacích, tramvajích, metru a na některých trasách říční dopravy.
Od roku 2003 se v londýnské dopravě začal zavádět nový systém bezkontaktních karet – Oyster card, které se dají použít jako elektronické peněženky na platbu jednotlivého jízdného nebo v nich mohou být nahrány různé zónové jízdenky systému Travelcard. Údaje z této karty jsou snímány přiložením karty na čtečku karet, která je u vstupu do každé stanice, kde je jinak potřeba vložit papírovou jízdenku aby se otevřel průchod.
TfL vyvinula vlastní plánovač jízd, který umožňuje naplánovat cestu různými dopravními prostředky v Londýně jeho blízkém okolí. Je dostupný na jeho WWW stránkách, v některých kioscích nebo prostřednictvím některých telefonních budek.

## Muzeum
TfL vlastní a provozuje Londýnské dopravní muzeum (London Transport Museum) v Covent Garden – muzeum, které zachovává a vysvětluje dopravní dědictví Londýna. Roku 2005 bylo veřejnosti uzavřeno kvůli rozsáhlé rekonstrukci a pracím na rozšíření muzea. K znovuotevření došlo v listopadu roku 2007. Muzeum má rovněž své depozitáře v Actonu, které obsahují materiály, jež nejsou běžně vystavovány; bývají otevřeny několik týdnů do roka.